# Аттамбел VI
Аттамбел VI — царь Харакены, правивший в начале II века.
О правившем в начале II века, видимо, в 101/02-105/06 годах, Аттамбеле VI известно из нумизматического материала. На аверс помещено изображение головы Аттамбела VI в диадеме, характерное и для его предшественников. Расположенная здесь же шестилучевая звезда, возможно, являющаяся символом победы, может означать восстановленную после периода междуцарствия в Парфии частичную автономию Харакены. На реверсе изображён сидящий Геракл, также присутствует легенда на греческом языке.